# Порт-Сент-Луси-Ривер-Парк (Флорида)
Порт-Сент-Луси-Ривер-Парк (англ. Lucie-River Park) — статистически обособленная местность, расположенная в округе Сент-Луси (штат Флорида, США) с населением в 5175 человек по статистическим данным переписи 2000 года.

## География
По данным Бюро переписи населения США статистически обособленная местность Порт-Сент-Луси-Ривер-Парк имеет общую площадь в 6,47 квадратных километров, из которых 5,96 кв. километров занимает земля и 0,52 кв. километров — вода. Площадь водных ресурсов округа составляет 8,04 % от всей его площади.

## Демография
| Год переписи        | Нас. |  | %±   |
| ------------------- | ---- |  | ---- |
| 1990                | 4874 |  | —    |
| 2000                | 5175 |  | 6,2% |
| 1990–2000 Источник: |      |  |      |

По данным переписи населения 2000 года в Порт-Сент-Луси-Ривер-Парк проживало 5175 человек, 1467 семей, насчитывалось 2383 домашних хозяйств и 2698 жилых домов. Средняя плотность населения составляла около 799,85 человек на один квадратный километр. Расовый состав населённого пункта распределился следующим образом: 91,07 % белых, 4,77 % — чёрных или афроамериканцев, 0,19 % — коренных американцев, 1,10 % — азиатов, 0,02 % — выходцев с тихоокеанских островов, 1,12 % — представителей смешанных рас, 1,72 % — других народностей. Испаноговорящие составили 6,42 % от всех жителей статистически обособленной местности.
Из 2383 домашних хозяйств в 17,0 % воспитывали детей в возрасте до 18 лет, 48,9 % представляли собой совместно проживающие супружеские пары, в 8,8 % семей женщины проживали без мужей, 38,4 % не имели семей. 31,4 % от общего числа семей на момент переписи жили самостоятельно, при этом 21,0 % составили одинокие пожилые люди в возрасте 65 лет и старше. Средний размер домашнего хозяйства составил 2,16 человек, а средний размер семьи — 2,66 человек.
Население статистически обособленной местности по возрастному диапазону по данным переписи 2000 года распределилось следующим образом: 16,6 % — жители младше 18 лет, 5,0 % — между 18 и 24 годами, 22,2 % — от 25 до 44 лет, 22,2 % — от 45 до 64 лет и 34,0 % — в возрасте 65 лет и старше. Средний возраст жителей составил 51 год. На каждые 100 женщин в Порт-Сент-Луси-Ривер-Парк приходилось 92,2 мужчин, при этом на каждые сто женщин 18 лет и старше приходилось 87,2 мужчин также старше 18 лет.
Средний доход на одно домашнее хозяйство статистически обособленной местности составил 30 284 доллара США, а средний доход на одну семью — 36 932 доллара. При этом мужчины имели средний доход в 28 409 долларов США в год против 21 038 долларов среднегодового дохода у женщин. Доход на душу населения статистически обособленной местности составил 30 284 доллара в год. 4,4 % от всего числа семей в населённом пункте и 9,2 % от всей численности населения находилось на момент переписи населения за чертой бедности, при этом 11,1 % из них были моложе 18 лет и 7,0 % — в возрасте 65 лет и старше.